# Vlčnov
Vlčnov (en allemand : Wiltschnau) est une commune du district d'Uherské Hradiště, dans la région de Zlín, en Tchéquie. Sa population s'élevait à 2 999 habitants en 2020.

## Géographie
Vlčnov se trouve à 9 km au sud-est d'Uherské Hradiště, à 25 km au sud-sud-ouest de Zlín, à 74 km à l'est-sud-est de Brno et à 257 km au sud-est de Prague.
La commune est limitée par Podolí, Veletiny et Drslavice au nord, par Uherský Brod et Nivnice à l'est, par Slavkov et Dolní Němčí au sud, et par Hluk à l'ouest.

## Histoire
La première mention écrite du village date de 1264.